# Bassette
De bassette is een kippenras dat oorspronkelijk uit België komt. De bassette is ontstaan in de omgeving van Luik uit kleine boerenhoenders waar mogelijk krielen bij ingekruist werden. Het ras werd in het begin van de twintigste eeuw gebruikt voor het uitbroeden van eieren in fazanten- en patrijzenfokkerijen.

## Uiterlijk
Voor een krielkip is de bassette erg groot, daarom wordt het ook weleens een halfkriel genoemd. De bassette heeft een langgerekt lichaam en de staart wordt vrij hoog en gespreid gedragen. De vleugels worden schuin naar beneden gericht gedragen. De kop is vrij groot met een middelgrote enkele kam. De bassette wordt in de volgende kleurslagen erkend: kwartel, zilverkwartel, blauwkwartel, parelgrijs-zilverkwartel, wit, zwart en buffcolumbia.

## Eigenschappen
De bassette kan op een kleine oppervlakte gehouden worden en is een uitstekende legster. Het is daarnaast het enige krielras dat als nutras gefokt is, in plaats van een sierras. Hennen worden niet overdreven vaak broeds, maar zijn uitstekende moeders.